# Schweizer Parlamentswahlen 1872
- DL: 15
- FL: 60
- LM: 27
- ER: 3
- KK: 30

Die Schweizer Parlamentswahlen 1872 fanden am 27. Oktober 1872 statt. Zur Wahl standen 135 Sitze des Nationalrates (7 mehr als zuvor). Die Wahlen wurden nach dem Majorzwahlrecht vorgenommen, wobei das Land in 48 unterschiedlich grosse Nationalratswahlkreise unterteilt war. Geprägt war der Wahlkampf von der Auseinandersetzung um die bevorstehende Totalrevision der schweizerischen Bundesverfassung, die ein halbes Jahr zuvor gescheitert war; die Wahlen endeten mit einem deutlichen Sieg für die Anhänger eines weiteren Revisionsversuchs. Parteipolitisch gesehen wurden die Freisinnigen (bzw. Radikal-Liberalen) erneut stärkste Kraft, am meisten zulegen konnten die Katholisch-Konservativen. Das neu gewählte Parlament trat in der 9. Legislaturperiode erstmals am 2. Dezember 1872 zusammen.

## Neueinteilung der Wahlkreise

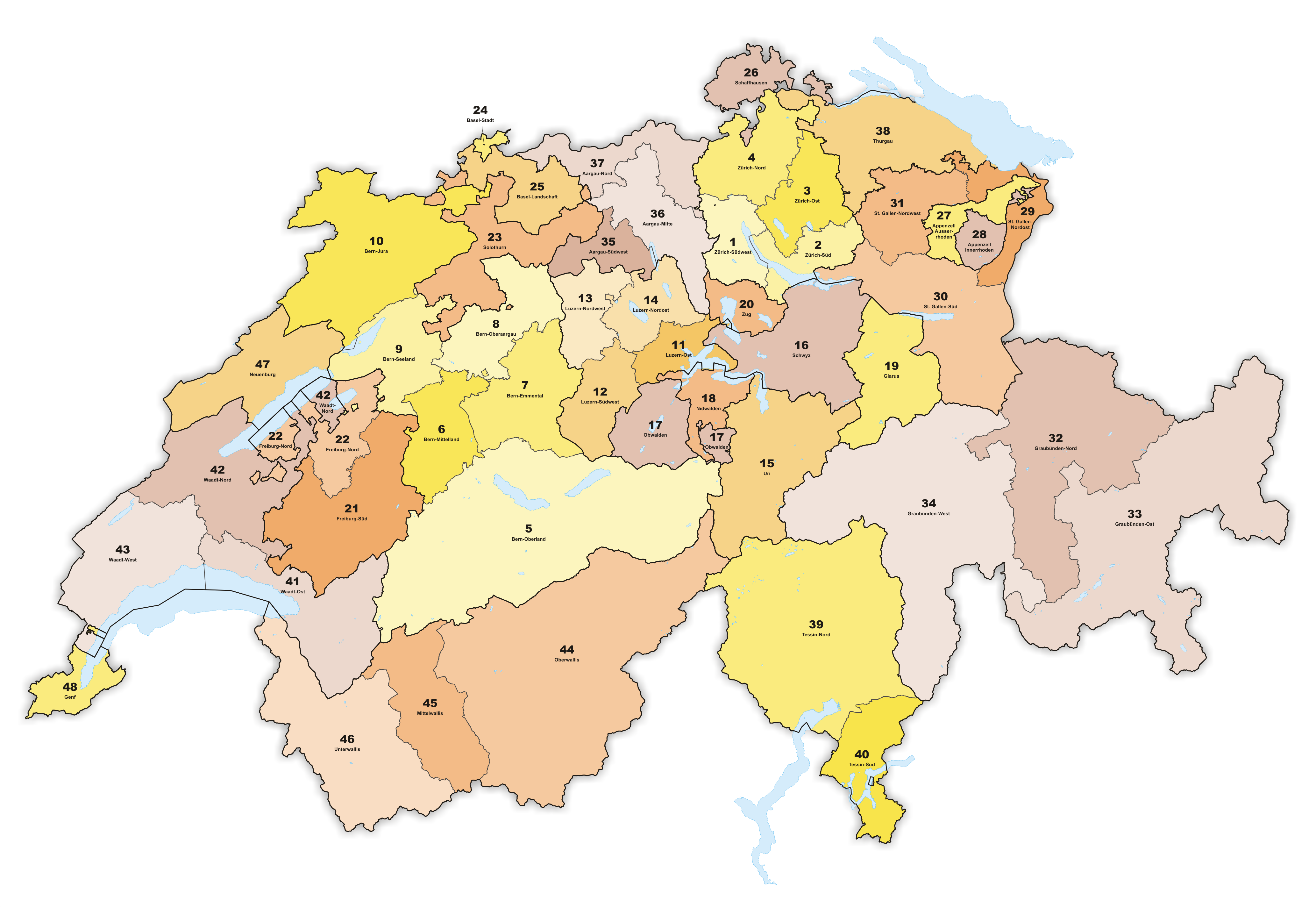
Neueinteilung der Nationalratswahlkreise

Aufgrund der Ergebnisse der Volkszählung von 1870 war von Gesetzes wegen eine Neueinteilung der Wahlkreise fällig. Gemäss dem im Jahr 1848 festgelegten Grundsatz, dass ein Nationalrat 20'000 «Seelen» oder einen Bruchteil von über 10'000 Seelen vertreten müsse (jeweils von der Gesamtbevölkerung ausgehend), erhöhte sich die Gesamtzahl der Sitze von 128 auf 135. Von den sieben zusätzlichen Mandaten entfielen zwei auf den Kanton Bern sowie je eines auf die Kantone Freiburg, Neuenburg, Solothurn, St. Gallen und Zürich. In der Vernehmlassung entbrannte eine Kontroverse, ob mit der Gesamtbevölkerung die ortsansässige Wohnbevölkerung oder die am Zähltag an einem bestimmten Ort befindlichen «Ortsanwesenden» gemeint seien. Mit dem Prinzip der Ortsanwesenden hätten die Kantone Genf und Waadt aufgrund vieler Reisender ein zusätzliches Mandat erhalten. Alle antwortenden Kantone mit Ausnahme Genfs und Freiburgs sprachen sich für die Wohnbevölkerung als Berechnungsgrundlage aus. Der Kanton Tessin wollte analog zu seinem kantonalen Wahlrecht die im Ausland lebenden Schweizer mitzählen, stiess damit aber auf Ablehnung. Ausserdem musste der Bundesrat explizit darauf hinweisen, dass die Mandatszahl eines Kantons anhand der Gesamtbevölkerung berechnet wird und nicht anhand der Bevölkerung eines Wahlkreises. Ansonsten wäre es den Kantonen Zürich, Bern und Waadt möglich gewesen, durch geschickte Wahlkreisgrenzziehung die Bruchteile so zu manipulieren, dass sie ein Mandat mehr erhalten hätten, als ihnen eigentlich zustand.
Bei der Neueinteilung wich man von dem im Jahr 1850 empfohlenen «Optimum» von vier Sitzen je Wahlkreis in weiteren Fällen ab, ähnlich wie 1863 im Kanton Thurgau: Zwei Berner und ein Zürcher Wahlkreis sowie der Kanton Neuenburg erhielten je fünf Sitze. Eine Teilung im Verhältnis 4:1 oder 3:2, wovon politische Minderheiten möglicherweise profitiert hätten, wurde in diesen Fällen strikt abgelehnt. Eine völlig Neuordnung gab es trotz gleich bleibender Sitzzahl im Kanton Luzern. Dort empfand man die drei bisherigen Wahlkreise als unnatürlich, da sie keinerlei Rücksicht auf geographische Begebenheiten nahmen und den Kanton willkürlich zerschnitten. Neu gab es drei Zweierwahlkreise und einen Einerwahlkreis, die sich zum grössten Teil an den Bezirksgrenzen orientierten. Auch im Kanton Freiburg zog man die Grenzen der Wahlkreise neu, so dass sie den Bezirksgrenzen entsprachen. Marginale Änderungen zwecks Bevölkerungsausgleich zwischen den Wahlkreisen gab es in den Kantonen Bern, St. Gallen und Waadt. Neu gab es insgesamt 48 Wahlkreise, einen mehr als zuvor. Nach der Zustimmung von Nationalrat und Ständerat trat das «Bundesgesetz betreffend die eidgenössischen Wahlen und Abstimmungen» am 19. Juli 1872 in Kraft.

## Wahlkampf
Die zentralistisch geprägte Totalrevision der schweizerischen Bundesverfassung scheiterte in der Volksabstimmung vom 12. Mai 1872 mit 50,5 % Nein-Stimmen. Aufgrund des knappen Ergebnisses einigten sich die Revisionsbefürworter darauf, einen zweiten Anlauf zu versuchen und dabei eine vermittelnde Lösung zwischen Zentralisten und Föderalisten anzustreben. Einen grossen Einfluss auf den Wahlkampf hatte der Kulturkampf, der durch die Verkündung des päpstlichen Unfehlbarkeitsdogmas ausgelöst worden war und in der Schweiz 1872/73 seinen Höhepunkt erreichte. Die Katholisch-Konservativen bemühten sich, Kompromissbereitschaft zu zeigen und den politischen Gegnern aus dem radikal-liberalen Lager keinen Vorwand zu liefern, die feindselige Atmosphäre während der Ära der Freischarenzüge und des Sonderbunds wiederaufleben zu lassen. Unter dem Einfluss des früheren Bundesrates Jakob Dubs entstand eine «föderalistische Front». Diese schloss die katholischen und reformierten Föderalisten der Deutschschweiz mit den Antizentralisten der Romandie zusammen. Dadurch konnten konfessionelle Gegensätze weitgehend aus dem Wahlkampf herausgehalten werden. Neben der religiösen gab es auch eine nationalistische Komponente: Nach dem Deutsch-Französischen Krieg war die Gesellschaft gespalten in Sympathisanten der Dritten Französischen Republik und Bewunderern des Deutschen Kaiserreiches. Die föderalistisch gesinnten Westschweizer befürchteten eine Germanisierung der Schweiz und warnten vor der «Verpreussung» des Landes.
Mit den Wahlen verfolgten Revisionisten und Antirevisionisten ausschliesslich das Ziel, ihre Position im Parlament zu stärken. Die Anstrengungen konzentrierten sich darauf, Gegner oder Anhänger der Verfassungsrevision wechselseitig zu ersetzen, was einen stark personenbezogenen Wahlkampf zur Folge hatte. Jakob Dubs wollte die von ihm begründete «föderalistische Front» zu einer Art national-föderalistischen Partei umwandeln, doch die nur in der Verfassungsfrage geeinten Lager erwiesen sich als viel zu heterogen: Romands und Katholisch-Konservative hatten nur über Dubs Kontakt miteinander, ansonsten agierten sie getrennt. Die antirevisionistische Strategie beschränkte sich folglich darauf, ihre Hochburgen zu verstärken. Die Befürworter der Revision waren hingegen besser organisiert und verfügten über ein Zentralkomitee mit Carl Feer-Herzog als Präsidenten. Mit ihrem gemeinsamen strategischen Ziel war es gemässigten Liberalen, Freisinnigen und Demokraten eher möglich, ihre Differenzen zu überbrücken. In der Romandie hingegen gelang es dem Zentralkomitee nur im Kanton Neuenburg, Erfolge zu verbuchen.
Während der 8. Legislaturperiode hatte es aufgrund von Vakanzen neun Ersatzwahlen in ebenso vielen Wahlkreisen gegeben; dabei verloren die gemässigten Liberalen insgesamt drei Sitze. 1872 gab es insgesamt 72 Wahlgänge (fünf mehr als drei Jahre zuvor). Nur in 30 Wahlkreisen waren die Wahlen bereits nach dem ersten Wahlgang entschieden. Wie in der zweiten Hälfte des 19. Jahrhunderts üblich, traten mehrere amtierende Bundesräte zu einer Komplimentswahl an; d. h., sie stellten sich als Nationalräte zur Wahl, um sich von den Wählern ihre Legitimation als Mitglieder der Landesregierung bestätigen zu lassen. Paul Cérésole, ein Befürworter der zentralistischen Revision von 1872, galt in seinem Heimatkanton Waadt als unwählbar, weshalb er sich im Berner Oberland wählen liess. Wilhelm Matthias Naeff war 1866 und 1869 im Kanton St. Gallen gescheitert, weshalb er nun ganz auf die Komplimentswahl verzichtete; gleichwohl wurde er von der Bundesversammlung knapp im Amt bestätigt.
Mit der letzten Ergänzungswahl am 16. Februar 1873 schien der Nationalrat komplett zu sein. Doch im Kanton Tessin hatte es zahlreiche Unregelmässigkeiten und Wahlfälschungen gegeben, so dass die Bundesversammlung die Ergebnisse in beiden Tessiner Wahlkreisen annullieren musste. Die Wahlwiederholung fand am 19. Oktober 1873 statt, die zweiten Wahlgänge schliesslich am 2. November 1873. Im Vergleich zu 1866 stieg die Wahlbeteiligung um 8 Prozent. Der Wert von 61,2 % war der bisher höchste bei einer Nationalratswahl und wurde in der bis 1919 dauernden Majorz-Ära nur zwei weitere Male übertroffen. Eine Verdreifachung der Beteiligung wurde in den Kantonen Tessin und Zug verzeichnet, eine Verdoppelung in den Kantonen Basel-Landschaft und Neuenburg. Am höchsten war sie im Kanton Uri mit 93,1 %, am tiefsten im Kanton Schwyz mit 39,8 %. Als Wahlverlierer erwiesen sich die gemässigten Liberalen, während die Katholisch-Konservativen am meisten zulegen konnten. Den zeitgenössischen Kommentatoren erschien die Haltung der Gewählten zur Verfassungsrevision jedoch bedeutend wichtiger als deren Parteizugehörigkeit: Den 87 Revisionisten standen nur 48 Antirevisionisten gegenüber, womit der weitere Verlauf der Debatte vorgezeichnet war.

## Ergebnis der Nationalratswahlen

### Gesamtergebnis
Von 632'901 volljährigen männlichen Wahlberechtigten nahmen 392'843 an den Wahlen teil, was einer Wahlbeteiligung von 62,1 % entspricht. In den Kantonen Appenzell Ausserrhoden, Appenzell Innerrhoden, Glarus, Obwalden, Nidwalden und Uri erfolgte die Wahl nicht mehr durch die jeweilige Landsgemeinde, sondern erstmals wie in der übrigen Schweiz mittels Wahlurne.
Die 135 Sitze im Nationalrat verteilten sich wie folgt:
| \| Partei \| Sitze 1869 \| vor Auf- lösung \| Sitze 1872 \| ± \| Wähler- anteil \| ± \| \| ------- \| ---------- \| --------------- \| ---------- \| -- \| -------------- \| ------- \| \| FL \| 57 \| 58 \| 60 \| +3 \| 35,2 % \| −02,4 % \| \| KK \| 24 \| 25 \| 30 \| +6 \| 25,6 % \| +10,1 % \| \| LM \| 30 \| 27 \| 27 \| −3 \| 21,1 % \| −04,8 % \| \| DL \| 14 \| 15 \| 15 \| +1 \| 12,5 % \| −02,1 % \| \| ER \| 3 \| 3 \| 3 \| ±0 \| 04,1 % \| ±00,0 % \| \| Diverse \| – \| – \| – \| – \| 01,5 % \| −00,8 % \| | - FL = Freisinnige Linke (Freisinnige, Radikale, Radikaldemokraten) - LM = Liberale Mitte (Liberale, Liberaldemokraten) - KK = Katholisch-Konservative - ER = Evangelische Rechte (evangelische/reformierte Konservative) - DL = Demokratische Linke (extreme Linke, Demokraten, Demokratische Partei) |                 |            |    |                |         |
| Partei | Sitze 1869 | vor Auf- lösung | Sitze 1872 | ±  | Wähler- anteil | ±       |
| FL | 57 | 58              | 60         | +3 | 35,2 %         | −02,4 % |
| KK | 24 | 25              | 30         | +6 | 25,6 %         | +10,1 % |
| LM | 30 | 27              | 27         | −3 | 21,1 %         | −04,8 % |
| DL | 14 | 15              | 15         | +1 | 12,5 %         | −02,1 % |
| ER | 3 | 3               | 3          | ±0 | 04,1 %         | ±00,0 % |
| Diverse | – | –               | –          | –  | 01,5 %         | −00,8 % |

Hinweis: Eine Zuordnung von Kandidaten zu Parteien und politischen Gruppierungen ist nur bedingt möglich. Der politischen Wirklichkeit des 19. Jahrhunderts entsprechend kann man eher von Parteiströmungen oder -richtungen sprechen, deren Grenzen teilweise fliessend sind. Die verwendeten Parteibezeichnungen sind daher eine ideologische Einschätzung.

### Ergebnisse in den Kantonen
Die nachfolgende Tabelle zeigt die Verteilung der errungenen Sitze auf die Kantone.
| Kanton                 | Sitze total | Wahl- kreise | Betei- ligung | FL | FL | KK | KK | LM | LM | DL | DL | ER | ER |
| ---------------------- | ----------- | ------------ | ------------- | -- | -- | -- | -- | -- | -- | -- | -- | -- | -- |
| Aargau                 | 10          | 3            | 85,3 %        | 4  | +2 | 2  |    | 4  | −1 | –  | −1 |    |    |
| Appenzell Ausserrhoden | 2           | 1            | 78,7 %        | 1  |    |    |    | 1  |    |    |    |    |    |
| Appenzell Innerrhoden  | 1           | 1            | 89,9 %        |    |    | 1  |    |    |    |    |    |    |    |
| Basel-Landschaft       | 3           | 1            | 52,7 %        | 2  |    |    |    | –  | −1 | 1  | +1 |    |    |
| Basel-Stadt            | 2           | 1            | 62,5 %        | 1  |    |    |    | 1  |    |    |    |    |    |
| Bern                   | 25          | 6            | 43,2 %        | 23 | +4 |    |    | –  | −1 |    |    | 2  | −1 |
| Freiburg               | 6           | 2            | 68,6 %        |    |    | 6  | +1 |    |    |    |    |    |    |
| Genf                   | 4           | 1            | 40,7 %        | 4  | +1 |    |    | –  | −1 |    |    |    |    |
| Glarus                 | 2           | 1            | 63,7 %        | 1  |    |    |    | 1  |    |    |    |    |    |
| Graubünden             | 5           | 3            | 78,0 %        | 1  | −2 | 1  |    | 2  | +1 |    |    | 1  | +1 |
| Luzern                 | 7           | 4            | 61,6 %        | 1  | −1 | 5  |    | 1  | +1 |    |    |    |    |
| Neuenburg              | 5           | 1            | 58,8 %        | 5  | +1 |    |    |    |    |    |    |    |    |
| Nidwalden              | 1           | 1            | 77,2 %        |    |    | 1  |    |    |    |    |    |    |    |
| Obwalden               | 1           | 1            | 70,6 %        |    |    | 1  |    |    |    |    |    |    |    |
| Schaffhausen           | 2           | 1            | 75,2 %        |    |    |    |    | 1  |    | 1  |    |    |    |
| Schwyz                 | 2           | 1            | 39,8 %        |    |    | 2  | +1 | –  | −1 |    |    |    |    |
| Solothurn              | 4           | 1            | 77,4 %        | 4  | +2 | –  | −1 |    |    |    |    |    |    |
| St. Gallen             | 10          | 3            | 66,7 %        | 3  |    | 1  |    | 4  | −1 | 2  | +2 |    |    |
| Tessin                 | 6           | 2            | 56,1 %        | 2  | −2 | 4  | +3 | –  | −1 |    |    |    |    |
| Thurgau                | 5           | 1            | 79,4 %        |    |    |    |    | 1  |    | 4  |    |    |    |
| Uri                    | 1           | 1            | 93,1 %        |    |    | 1  |    |    |    |    |    |    |    |
| Waadt                  | 11          | 3            | 45,6 %        | 7  |    |    |    | 4  |    |    |    |    |    |
| Wallis                 | 5           | 3            | 63,0 %        | 1  | −1 | 4  | +1 |    |    |    |    |    |    |
| Zug                    | 1           | 1            | 63,7 %        | –  | −1 | 1  | +1 |    |    |    |    |    |    |
| Zürich                 | 14          | 4            | 72,8 %        |    |    |    |    | 7  | +2 | 7  | −1 |    |    |
| Schweiz                | 135         | 48           | 62,1 %        | 60 | +3 | 30 | +6 | 27 | −3 | 15 | +1 | 3  | ±0 |

## Ständerat
Die Wahlberechtigten konnten die Mitglieder des Ständerates nur in den Kantonen Obwalden, Solothurn, Thurgau und Zürich selbst bestimmen (in Obwalden durch die Landsgemeinde). In allen übrigen Kantonen erfolgte die Wahl indirekt durch die jeweiligen Kantonsparlamente.